# نشاط خارق 3 (فلم)
نشاط خارق 3 (بالإنجليزية: Paranormal Activity 3) هو فيلم رعب وتسجيلات مكتشفة أمريكي من إخراج هنري جوست وأرييل شولمان. تم إنتاجه في 21 أكتوبر 2011.

## طاقم التمثيل
- كاتي فيذرستون
- سبراج جرايدين

## القصة
القصة تدور سنة 1988، طبعا قبل الأحداث الأولى ... حيث أن كاتي وكريستي هما أختين وأمهما جيلي و زوج أمهما دينس قد انتقلوا للعيش في منزل جديد وأصبحوا شهداء على ظواهر غريبة! ثم من أجل توضيح الأمور، قرر دينس وضع كاميرات في أرجاء المنزل، ما سجلته الأشرطة كان مُركزا حول الشقيقتان كاتي وكريستي.
العائلة ستصدم عندما تشاهد بعض الأشرطة المصورة، حيث تظهر ظلال غريبة في كل مرة، بل أكثر من هذا بكثير، ففي بعض الأحيان تتحرك أشياء بدون وجود من يحركها على غرار أواني المطبخ وما إلى ذلك، مما جعلهم يقلقون كثيرا إلا أنهم يحاولون جاهدا التعايش مع الوضع، وفي نفس الوقت البقاء في المنزل وعدم مغادرته، لكن سرعان ما تبدأ مواقف وأحداث مرعبة في الظهور!
يعيش أو يموت، خيار واحد على دينس اختياره لكي يقتل هذا الشيطان.

## وصلات خارجية
- الموقع الرسمي
- مقالات تستعمل روابط فنية بلا صلة مع ويكي بيانات